# Ernst Laur

Ernst Laur

Ernst Ferdinand Laur (* 27. März 1871 in Basel; † 30. Mai 1964 in Effingen; heimatberechtigt in Basel) war ein Schweizer Agronom. Er war nahezu vier Jahrzehnte lang Direktor des Schweizerischen Bauernverbandes.

## Leben
Ernst Laur stammte aus Basel. Seine Eltern waren Arnold Laur, Spitalverwalter Basels, und Zélie Meyer. Er wuchs mit fünf Geschwistern in einer streng religiösen Familie auf. Er besuchte das Untergymnasium in Basel, was für ihn vier unerfreuliche Jahre gewesen sein sollen. Danach verbrachte er ein Jahr in der Romandie und trat 1886 auf Empfehlung eines Freundes seines Vaters in die Landwirtschaftliche Schule Strickhof in Zürich ein. Dort erwarb er 1888 sein Diplom. Nach Praktika auf Gutsbetrieben (in Frankreich und auf dem Betrieb der «Irrenanstalt Rheinau») studierte er ab 1890 Agronomie an der heutigen ETH Zürich. Am damaligen Polytechnikum erhielt er 1893 sein Diplom als Ingenieur-Agronom, als einer von nur zwei Schweizern seines Jahrgangs.
Für kurze Zeit kehrte Laur nach Basel zurück, besuchte Vorlesungen an der Universität Basel, hielt Vorträge als Wanderlehrer im Kanton Zürich und wurde im Herbst 1893 Verwalter des Klosterguts Paradies bei Schaffhausen. Ab Herbst 1894 unterrichtete er an der Landwirtschaftsschule in Brugg. 1895 heirateten Ernst Laur und Sophie Schaffner – Tochter des Wirts Johann Jakob Schaffner –, die in Brugg und Effingen das Heimatrecht besass. Laur wurde Vater von vier Kindern, der erstgeborene Sohn war 1898 der Archäologe Rudolf Laur-Belart. 1896 wurde Laur in Leipzig promoviert. Seine rege Publikations- und Vortragstätigkeit machte ihn überregional bekannt, was ihm 1898 bei der Wahl zum Leiter des neu geschaffenen Schweizerischen Bauernsekretariats und gleichzeitig zur Anstellung als Geschäftsführer des ein Jahr zuvor gegründeten Schweizerischen Bauernverbandes half, dessen Direktor er später wurde. Ab 1901 lehrte er am Eidgenössischen Polytechnikum als Privatdozent für Agrarpolitik, von 1908 bis 1937 als ordentlicher Professor für Landwirtschaft mit Schwergewicht Betriebslehre.
1939 wurde Laur durch einen Verkehrsunfall zum Rücktritt vom Direktorium des SBV und von seiner Professur gezwungen. Er gestaltete von 1904 bis 1945 als Delegierter des Bundesrates für Handelsverträge zusammen mit Vertretern der Industrie die schweizerische Zollpolitik mit. Von 1948 bis 1950 präsidierte er die Europäische Agrarunion (Confédération Européenne de l’Agriculture).
Er wurde, zusammen mit seiner Frau, bei der Reformierten Kirche Bözen begraben. Auf der Rückseite des Grabsteins sind die Wappen der jeweiligen Heimatorte des Ehepaars abgebildet.

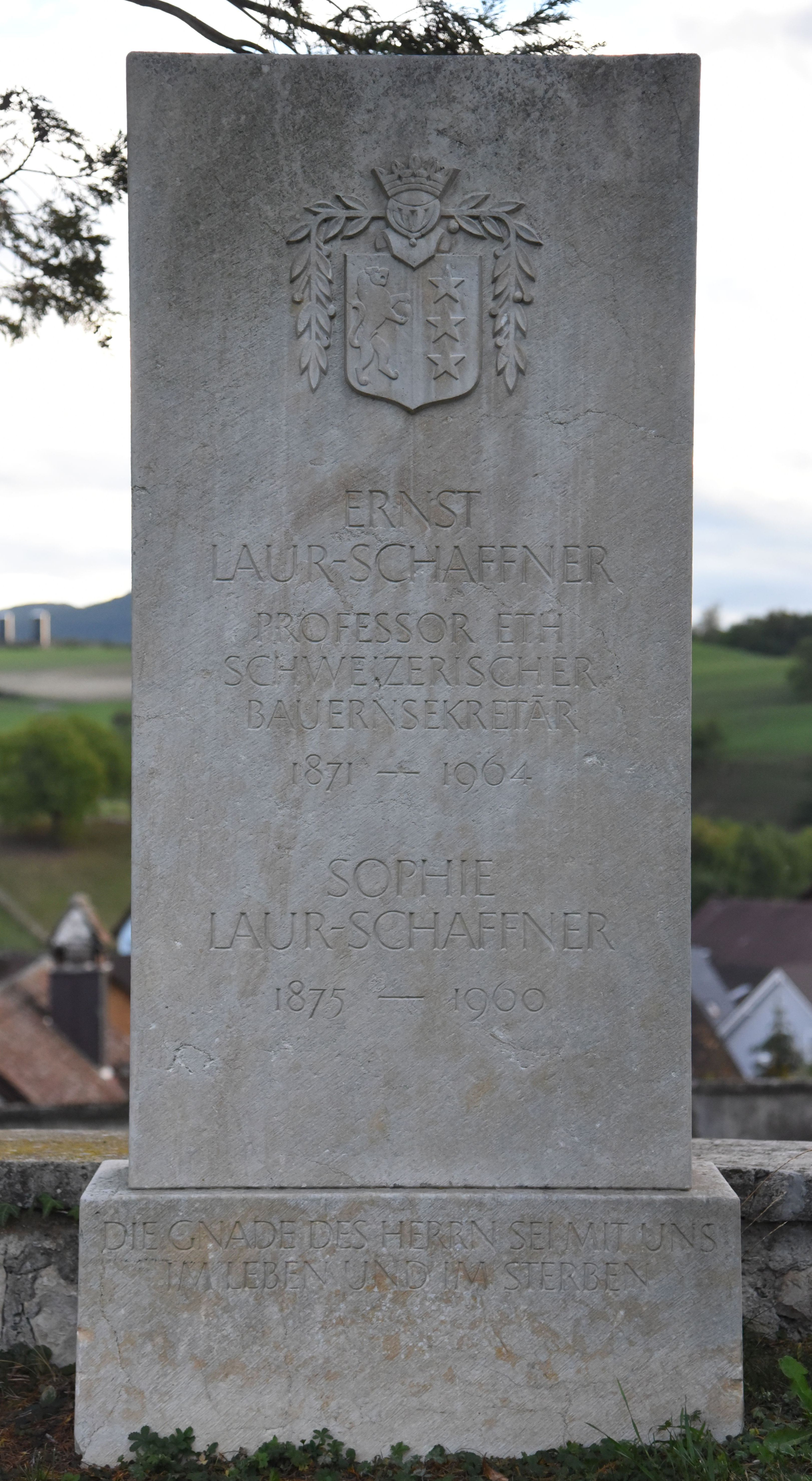
Grabstein: Vorderseite.
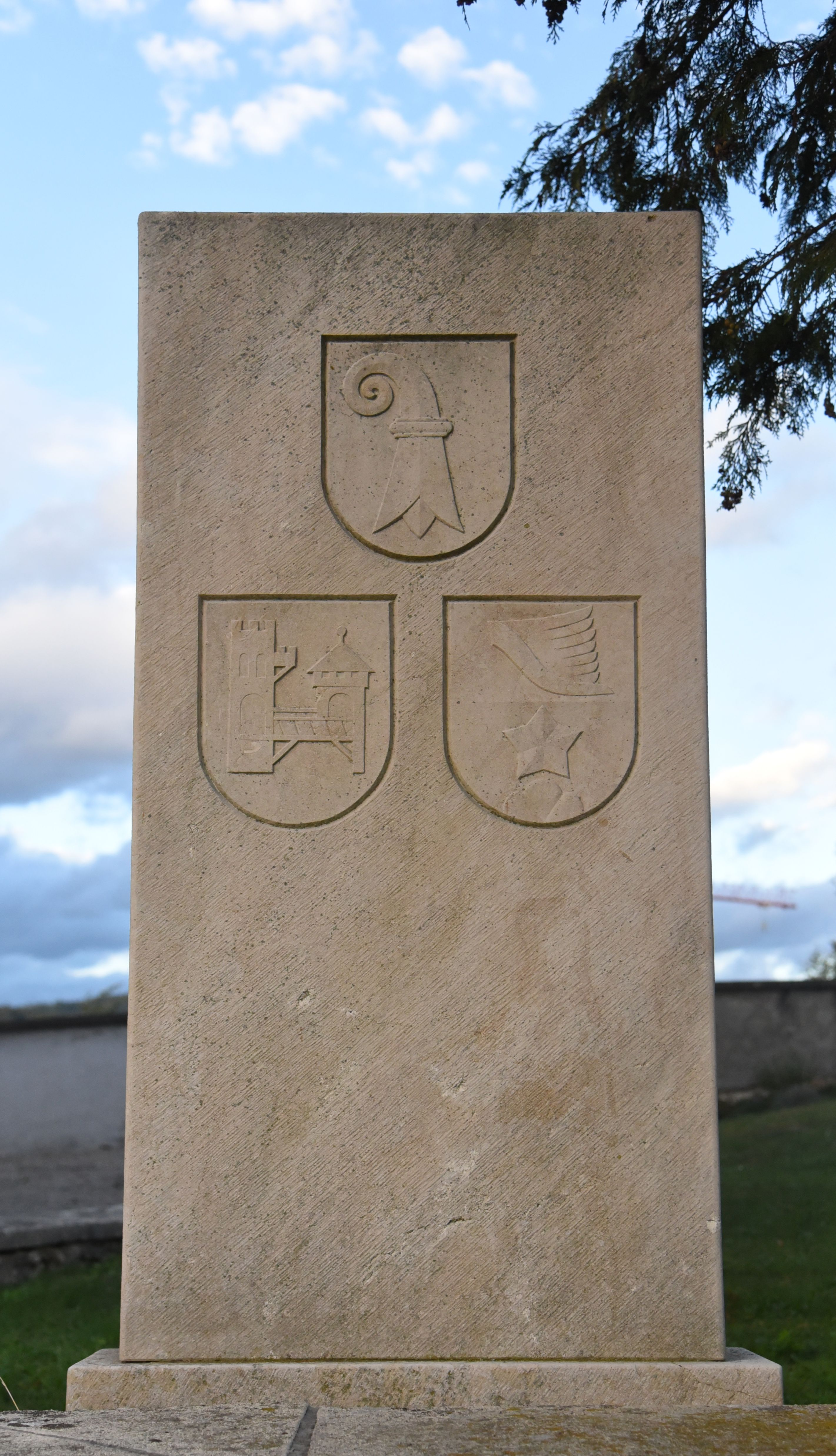
Grabstein-Rückseite: Wappen von Basel-Stadt, Brugg und Effingen

## Wirken
Durch seine Dreifachfunktion (gleichzeitig Verbandsdirektor, Bauernsekretär und Professor) war Laur eine der einflussreichsten Persönlichkeiten im öffentlichen Leben der Schweiz in den ersten Jahrzehnten des 20. Jahrhunderts. Das vom Bund subventionierte Bauernsekretariat wurde unter ihm zu einer wissenschaftlichen Dienststelle ausgebaut. Deren statistische Erhebungen stützten die Interessenvertretung des Bauernverbandes (SBV) und lieferten Material für die offizielle Agrarpolitik der Schweiz sowie die Grundlagen für Laurs Betriebswirtschaftslehre. An der ETH bildete er als Professor die künftige agrarwissenschaftliche Elite aus, die danach im Bauernsekretariat tätig war oder im Nationalrat als Vertreter der Landwirtschaftslobby wirkte. Seine Professur festigte Laurs Ansehen in der nationalen wie internationalen Fachwelt und bei den Behörden zusätzlich. Durch die Person Laurs war der SBV mit der in den zwanziger Jahren des 20. Jahrhunderts entstandenen Trachtenbewegung (STV, Schweizerische Trachtenvereinigung) verbunden, die die traditionelle Frauentracht als Bekleidung für die Frauen in ländlichen Gebieten einführen wollte. Laurs Lehrbücher wurden in zahlreiche Sprachen übersetzt und hatten mehrere Auflagen. In den nach dem Ersten Weltkrieg entstandenen Staaten Ost- und Mitteleuropas galt Laur als Vorbild und Garant des bodenständigen Bauerntums gegenüber den Grossgrundbesitzern.

## Agrarpolitik
Insbesondere in seiner Funktion als Leiter des Dachverbands der landwirtschaftlichen Organisationen erwarb sich Laur in kurzer Zeit den Ruf des unangefochtenen Schweizer Bauernführers. Indem es ihm gelang, die Bauernorganisationen anlässlich des Konflikts um den Zolltarif im Jahre 1902 auf eine gemässigte Schutzzollpolitik einzustimmen, machte er den SBV zu einem wirtschaftspolitischen Machtfaktor.
Für die Öffentlichkeit galt Laur als Verfechter des nationalkonservativen Bauerntums, das in der Zeit des Zweiten Weltkriegs im Rahmen der Geistigen Landesverteidigung und dem Plan Wahlen eine wichtige Rolle spielte. Diese Ansichten, die Laur als begabter Redner wortgewaltig vertrat, standen im Gegensatz zu seinen nüchternen persönlichen Einschätzungen, dass die Landwirtschaft nur mit einem kontrollierten Strukturwandel den Platz in der modernen Industriegesellschaft erhalten könnte. Die Bauernhöfe sollten nach betriebswirtschaftlichen Kriterien erneuert werden. 1907 wurde Laurs Hauptwerk Landwirtschaftliche Betriebslehre veröffentlicht. Neben der Modernisierung der Landwirtschaftsbetriebe sollte der Staat die Landwirtschaft durch geeignete Massnahmen gegen ausländische Konkurrenz schützen. Laurs Forderung zur Erhaltung eines gesunden Bauernstandes, wurde 1951 im Landwirtschaftsgesetz als Grundsatz festgeschrieben, flankiert von Massnahmen wie Preisgarantien, Einfuhrbeschränkungen, Einfuhrverboten, Übernahmeverpflichtungen, Zollerhebungen, Exportsubventionen, Konsumverbilligungen und Anbauprämien. Dieses agrarpolitische Vermächtnis Laurs hatte Nachwirkungen, die bis in unsere Zeit reichen.
Ohne je ein parlamentarisches Mandat ausgeübt zu haben, verfügte Laur über wesentlichen politischen Einfluss. Im Besonderen konnte er als Delegierter des Bundesrats für Handelsverträge (1904–45) die Zollpolitik mitgestalten. Der Erste Weltkrieg brachte Verbänden wie dem SBV einen Machtzuwachs. In der Lebensmittelversorgung übernahmen sie gleichsam Exekutivfunktionen. Dementsprechend war die Rolle, die Laur in der Kriegswirtschaft spielte, eine wichtige. Während er noch in den ersten Jahrzehnten des 20. Jahrhunderts die Agrarpolitik der Schweiz unangefochten prägte, minderte sich sein Einfluss von Beginn der Krise der 1930er Jahre an. Eine neue Generation von Agrarwissenschaftlern in der Bundesverwaltung (zu ihnen gehörten beispielsweise Friedrich Traugott Wahlen und Ernst Feisst) drängte Laurs Einfluss teilweise zurück, da sie mehr an der nationalen Versorgung orientiert waren.
Laur war ein Befürworter des Beitritts der Schweiz zum Völkerbund. Angesichts des knappen Resultats der Abstimmung über die Vorlage im Jahre 1920 in einigen ruralen Deutschschweizer Kantonen dürften viele Ja-Stimmen dem Einfluss Laurs zu verdanken sein. Laur sah in seiner Vision die «mächtige Friedensgöttin» in Genf einziehen und das Schweizerkreuz «weitleuchtend auf goldenem Stirnbande tragen».

## Nachlass

Büste Ernst Laur (ETH)

Der Nachlass Laurs, der teilweise im Hochschularchiv der ETH Zürich aufbewahrt wird, enthält die umfangreichen handschriftlichen Notizen von Laurs Vorlesungen zur landwirtschaftlichen Betriebslehre, seine Thesen zu nationalen und wirtschaftlichen Grundlagen der Schweiz, Überlegungen zu ergänzendem Unterricht in Kolonialwissenschaften und betreffend den Ausbau des Lehrplans an der Agronomieabteilung der ETH. In diversen anderen Nachlässen finden sich Briefe Laurs an seine Professorenkollegen. Das Schulratsarchiv, in welchem die Geschäftsunterlagen der ETH-Leitung aufbewahrt werden, enthält Hinweise zum Umfeld von Laurs Lehr- und Forschungstätigkeit.

## Sonstiges
Der Schweizer Komponist Ferdinand Samuel Laur war ein Grossvater von Ernst Laur.

## Publikationen (Auswahl)
- Landwirtschaftliche Betriebslehre für bäuerliche Verhältnisse: Lehrbuch für den Unterricht an landwirtschaftlichen Schulen und für den praktischen Landwirt. Emil Wirz, Aarau 1907.
- Die Wehrkraft des Schweizervolkes und der Bauernstand: Verfasst für die neue Helvetische Gesellschaft, Gruppe Zürich (= Schriften für Schweizer Art und Kunst. Bd. 8). Rascher, Zürich 1915.
- Industrie und Landwirtschaft: Vortrag, gehalten in der neuen Helvetischen Gesellschaft, Gruppe Zürich (= Schriften für Schweizer Art und Kunst. Bd. 6). Rascher, Zürich 1915.
- Bauernpolitik. Emil Wirz, Aarau 1919.
- Die Schweiz und der Völkerbund. Eine Wegleitung für das Schweizervolk. Effingerhof, Brugg 1919.
- Ein Beispiel praktischer Bergbauernhilfe: Das Schweizer Heimatwerk. Benteli, Bern 1934.
- Erinnerungen eines schweizerischen Bauernführers: Ein Beitrag zur schweizerischen Wirtschaftsgeschichte, dem Schweizerischen Bauernverbande gewidmet. Buchverlag Verbandsdruckerei, Bern 1942.

## Archive
- Ernst Ferdinand Laur im Archiv für Agrargeschichte
- Teilnachlass Ernst Laur im Hochschularchiv der ETH Zürich
- Ernst Laur in der Archivdatenbank des Schweizerischen Bundesarchivs